# Tharra leai
Tharra leai är en insektsart som beskrevs av Evans 1941. Tharra leai ingår i släktet Tharra och familjen dvärgstritar. Inga underarter finns listade i Catalogue of Life.